# Rafael Ayala y Lozano
Rafael de Ayala Vergara y Lozano Isasí (Santafe, Virreinato de la Nueva Granada, 7 de octubre de 1797-París, Francia) fue un diplomático y empresario neogranadino.
Fue nombrado cónsul general de la Gran Colombia ante Francia en 1828 por El Libertador Simón Bolívar y acreditado en París por el Rey Carlos X de Francia. También fue un empresario muy rico dueño de una marca de champaña en Francia.

## Biografía
Era hijo del presidente de Cundinamarca Luis de Ayala y Vergara uno de los primeros jefes de Estado de Colombia y de María Teresa de Lozano de Peralta e Isasí, hija del marqués de San Jorge José María Lozano de Peralta. 
Fue nombrado cónsul de la Gran Colombia en Francia por Simón Bolívar y ratificado por su ministro de relaciones exteriores Estanislao Vergara, al llegar a París en 1829 tras pasar por Estados Unidos e Inglaterra en representación de la Gran Colombia, Rafael buscó afianzar las relaciones comerciales entre las dos naciones, lastimosamente por aquellos años Francia pasaba por grandes revueltas y motines que terminaron en la abdicación del rey Carlos X, rápidamente el objetivo de conseguir negocios en aquellos mercados franceses se fue desboronando para el cónsul colombiano. 
Durante sus trabajos consulares en París conoció a la francesa Hortensia Durand miembra de una rica familia de Reims dueños de vastas extensiones de tierra donde cultivaban vino y champaña de las mejores clases. Al casarse con ella se vínculo a los negocios de la familia Durand como comerciante e industrial y allí empezó a acumular una gran fortuna. Con el fin de extender los negocios familiares se mudó a Inglaterra en 1844 y abrió una oficina para facilitar la venta de las champañas Durand y colaboró en los negocios de unos amigos suyos colombianos que tenían interés con el mercado inglés, uno de ellos llamado Andrés Montoya. 
Sus hijos Edmundo de Ayala Durand y Fernando de Ayala Durand heredaron toda la fortuna de la familia Durand junto a sus tierras y empresas, que continuaron explotando, trabajando y creciendo y que terminaron en la creación de la casa Champaña Ayala en 1860, producto francés de una familia colombiana con prestigio mundial que existe hasta el día de hoy con más de 160 años de historia y como una de las casas de champán más antiguas de la región de Ay en Francia.